# Mathematical Intelligencer
The Mathematical Intelligencer - популярний математичний журнал, видається з 1978 року чотири рази в рік, видавництвом Springer-Verlag.
В журналі є колонка листів читачів, там також публікуються рецензії на книги, математичний фольклор, гумор та вірші, математика в мистецтві. В минулому була рубрика з історії математики.